# Університет Центрального Ланкаширу
Університе́т Центра́льного Ланкаши́ру — університет в місті Престон, Велика Британія, має додаткові університетські містечка у Керліслі та Пенріті.
До 1992 року заклад мав назву Preston Polytechnic (з 1 вересня 1973 року) та Lancashire Polytechnic (з 1984 року). До цього називався Гаррісонський Коледж та Гаррісонський Інститут. 1 серпня 2004 року Університет Центрального Ланкаширу взяв під свою опіку студентське містечко в Керліслі, що мало близько 400 студентів.